# Batalha de Gaza (2007)
Batalha de Gaza refere-se aos confrontos ocorridos entre 12 e 14 de junho de 2007, entre as forças do Fatah e do Hamas, após as eleições de 2006. Na sequência, o Hamas assumiu o controle da Faixa de Gaza.
Segundo estimativas da Cruz Vermelha Internacional, pelo menos 118 pessoas morreram e mais de 550 foram feridas durante os confrontos.